# لوخومی چخویمیانی
لوخومی چخویمیانی (انگلیسی: Lukhumi Chkhvimiani؛ زادهٔ ۳ مهٔ ۱۹۹۳) جودوکار اهل گرجستان است.